# Marko Kešelj
Marko Kešelj (srp.: Марко Кешељ; Beograd, 2. siječnja 1988.) je srbijanski profesionalni košarkaš. Igra na poziciji malog krila.

## Životopis
Rođen je 2. siječnja 1988. godine. Otac mu se zvao Nenad (21. rujna 1960. – 6. rujna 2007.), a majka se zove Gordana (1961.). Kada je imao 19 godina, njegov otac Nenad je preminuo 15 dana prije svog 47. rođendana.
Iako je vrlo mladi igrač, već je igrao u renomiranim europskim klubovima poput španjolske Girone i njemačkog Kölna. 
Karijeru je započeo u rodnom klubu Mega Ishrani. U ljeto 2006. njegov talent zapazio je tadašnji trener Girone Svetislav Pešić koji ga je doveo u klub. Već sa samo 18 godina igrao je u ACB ligi, međutim nije se uspio uklopiti u momčad i imao je vrlo malu minutažu. U ljeto 2007. odlazi u njemački Köln 99ers, na preporuku još jednog srpskog trenera Saše Obradovića. U nastavku sezone Obradović je napustio klubu Kölna i seli se u BC Kijev. Nakon tog događaja Kešelj je isto tako zatražio ispisnicu iz kluba. 
Natrag se vraća u Srbiju i potpisuje za Crvenu zvezdu, a ubrzo mu se priključuje novi trener Crvene zvezde Svetislav Pešić koji je tada bio napustio klubu Girone. 

## Vanjske poveznice
- Profil na NLB.com